# Holboca
Holboca község Iași megyében, Moldvában, Romániában.

## Fekvése
A megye keleti részén helyezkedik el.

## Történelem
Első írásos említése az 1640-es évekből való.
1710-1712 között ruszinok telepedtek le itt.
A lakosság fő tevékenysége a feldolgozóiparra és a mezőgazdaságra terjed ki .
Vasútvonalát 1847-ben építették ki.

## Nevezetességek
- Szent Miklós temploma, melyet 1805-ben építettek át.
- Nagyboldogasszony temploma 1820-ban épült.

## Külső hivatkozások
- A településről